# Mike Norris
Michael Ray „Mike” Norris (ur. 4 października 1962 w Redondo Beach) – amerykański aktor, scenarzysta i reżyser filmowy i telewizyjny, statysta.

## Życiorys

### Wczesne lata
Urodził się w Redondo Beach w stanie Kalifornia jako najstarszy syn Diane Holechek i Chucka Norrisa, gwiazdora kina akcji, mistrza karate. Wychowywał się z młodszym Erikiem (ur. 20 maja 1964), który został reżyserem i koordynatorem kaskaderów. We wrześniu 1989 jego rodzice rozwiedli się. W 1998 jego ojciec poślubił Genę O'Kelly, z którą ma bliźniaki: syna Dakotę Alana i córkę Danilee Kelly (ur. 30 sierpnia 2001). Jego ojciec ma również urodzoną w 1964 nieślubną córkę Dinę (właściwie Dianna DeCioli) z kobietą o imieniu Johanna, z którą miał romans, nie informując jej o swoim małżeństwie. Jego stryj Aaron Norris (ur. 1951) to producent i reżyser filmowy, a Wieland Norris (1943–1970) zginął podczas wojny w Wietnamie.

### Kariera
W latach 1979–2005 wystąpił w dwóch tuzinach filmów, w tym w głównych rolach w Pierścieniu śmierci (Death Ring, 1992), Zaginionym patrolu (Delta Force One: The Lost Patrol, 1999) i – najpopularniejszym – Arktycznej gorączce (Born American, 1986), jako amerykański student Savoy, pojmany podczas zimnej wojny przez wojska radzieckie i błędnie wzięty za szpiega. Okazjonalnie zajmuje się pisaniem scenariuszy i reżyserią. Jest twórcą skryptów do czterech odcinków serialu CBS Strażnik Teksasu (Walker, Texas Ranger); w latach 1993-2001 sam gościnnie pojawił się w serialu w ośmiu różnych rolach. Stworzył również ścieżkę dźwiękową do filmu To Live Is to Die (2003).
23 maja 1992 ożenił się z Valerie. Para wychowuje trójkę dzieci: córkę Hannah (ur. 1995) oraz bliźniaki - Maxa i Gretę (ur. 2000).

## Filmografia
aktor
- 2005: Strażnik Teksasu – Próba ognia (Walker, Texas Ranger: Trial by Fire) jako ochroniarz
- 2004: Trip in a Summer Dress jako Willy
- 2004: Birdie and Bogey jako Danny O'Conner
- 2004: Six: The Mark Unleashed jako mutant (niewymieniony w czołówce)
- 2003: To Live Is to Die jako student
- 2003: Dzwony piekielne (The Bells of Innocence) jako Jux Jonas
- 2002: Bleed jako Chet McGrady
- 2001: The Rage Within jako Billy Rians
- 1999: Zaginiony patrol (Delta Force One: The Lost Patrol) jako sierżant Mike Morton
- 1999: ESPN SportsCentury jako on sam
- 1998: Prime Time Comedy w różnych rolach
- 1996: Rozpruwacz (Ripper Man) jako Mike Lazo
- 1996: Dragon Fury II jako Molech
- 1996: Carnival of Wolves jako Bob
- 1994: Babilon 5 (Babylon 5) jako Butz
- 1993: Bogate biedaki (The Beverly Hillbillies) jako tancerz
- 1993–2001: Strażnik Teksasu (Walker, Texas Ranger) w różnych rolach
- 1992: Pierścień śmierci (Death Ring) jako Matt Collins
- 1991: Delta Force 3: Zabójcza gra (Delta Force 3: The Killing Game, Young Commandos) jako Greg
- 1990: Leg Up
- 1987: Survival Game jako Michael "Mike" Hawkins
- 1986: Arktyczna gorączka (Born American, Arctic Heat) jako Savoy
- 1983: Young Warriors jako Fred
- 1982: Madame's Place
- 1982: Mściciel z Hongkongu (Forced Vengeance)
- 1980: Final Cut jako barman
- 1980: Ośmiokąt (The Octagon) jako Scott w wieku lat 18.
- 1979: Jednoosobowy oddział (A Force of One) jako roznosiciel pizzy

reżyser
- 2004: Birdie and Bogey
- 2001: The Rage Within
- 2000: Strażnik Teksasu (Walker, Texas Ranger; 4 odcinki)

scenarzysta
- 2003: To Live Is to Die
- 2003: Dzwony piekielne (The Bells of Innocence)
- 2001: The Rage Within
- 1992: Pierścień śmierci (Death Ring)
- 1985: Archer's Adventure (Archer; pomysł na film)